# Trondheimsfeltet
Das Trondheimsfeltet ist eine bergige Landschaft in der norwegischen Provinz Trøndelag. Es erstreckt sich in etwa vom Trondheimfjord südwärts bis zum nördlichen Gudbrandsdalen.

## Geologie
Die Berge im Trondheimsfeltet bildeten sich durch Aufschiebung aus nordwestlicher Richtung vorwiegend vom Kambrium bis zum Silur, erhielten aber erst durch Metamorphose im Zuge der Kaledonischen Orogenese ihr heutiges Aussehen. Die dominierenden oberflächennahen Gesteinsarten sind vor allem Sandstein, Glimmerschiefer, Schiefer, Kalkstein und Intrusionsgesteinen wie Gabbro, Oppdalitt, und Trondhjemitt. In den Kalkstein- und Schieferschichten finden sich zahlreiche Fossilien, die eher der Fossilfauna Nordamerikas als der Skandinaviens gleicht. Die einzelnen Gesteinsarten im Trondheimsfeltet werden oftmals in die vier Gruppen Gulagruppen, Størengruppen, Hovingruppen und Horggruppen eingeteilt.
Ein hoher Pyritgehalt im Gestein ermöglichte an vielen Orten im Trondheimsfeltet einen rentablen Abbau dieses Rohstoffes, wie zum Beispiel in Løkken Verk, in Teilen des Røros Kupferbergwerk und im Folldal Bergwerk.